# باشگاه فوتبال هکری
باشگاه فوتبال هکری (به لاتین: Həkəri FK) یک باشگاه و تیم فوتبال در جمهوری آذربایجان است.